# Stadionul Daegu
Stadionul Daegu este un stadion din Daegu, Coreea de Sud, care a găzduit următoarele meciuri de la CM 2002:
| Data          | Echipa 1      | Rezultat | Echipa 2                   | Rundă            |
| ------------- | ------------- | -------- | -------------------------- | ---------------- |
| 6 iunie 2002  | Danemarca     | 1–1      | Senegal                    | Grupa A          |
| 8 iunie 2002  | Slovenia      | 0–1      | Africa de Sud              | Grupa B          |
| 10 iunie 2002 | Coreea de Sud | 1–1      | Statele Unite ale Americii | Grupa D          |
| 29 iunie 2002 | Coreea de Sud | 2–3      | Turcia                     | Locul al treilea |